# René Hournon
René Hournon, né le 15 août 1905 à Champlay et mort le 19 août 1981 à Auxerre, est un coureur cycliste français.

## Biographie
Originaire de l'Yonne, fils de boulanger et boulanger lui même, il commence par faire de la route, sous les couleurs de l’Amical Club du Bel-Air. Premiers succès dans St-Maur-Coubert, Montgeron-Melun qu’il remporte devant Baudoux et Raynal. La piste le tente mais il n’est pas bien riche or il faut du matériel pour faire de la vitesse ou des américaines. Il se décide à s’engager dans une américaine. Il lui faut un équipier ; Lutécien Magdeleine accepte. La nouvelle équipe obtient une place de second derrière Vallée-Guillemin,.
Au printemps 1924, il adhère à un club de pistards, le Voltaire-Sportif. Et il ne tarde pas à se distinguer. En américaines, en vitesse pure ; à Paris, en Province, il triomphe des meilleurs : Sausin, Mercier, Rouyer, Roudy, Delaplace, Coupry, Saule, Abbeglen, etc. En poursuite également, il marche, très fort, et Huneau, son manager, n'hésite pas à le proposer pour, l’équipe devant représenter la France aux Jeux olympiques d'été de 1924. Il est le quatrième sélectionné,; Malheureusement, un incident de course ne permet pas de remporter la victoire qu’ils étaient en droit d’espérer,,. Il décide de s’orienter vers la vitesse. Il fait une longue tournée à l’étranger, en compagnie de Lucien Revelly : Pologne, puis le Danemark .
En 1926, au Critérium des Comingmen, disputé sur cent kilomètres sur le circuit routier de Montlhéry, Driancourt et lui arrivent si près l’un de l’autre qu’une bonne partie du public voit Hournon vainqueur, tandis que l’autre partie, à laquelle s’était joint le juge à l’arrivée, voit Driancourt,,,. Pressenti par Paul Ruinart, il finit, après avoir longuement hésité, par accepter de devenir un « olympien ». Il fait son service militaire, en compagnie d'Octave Dayen à Joinville. Puis il retourne à la piste. Il arrive en finale du Championnat de Paris de vitesse, avec Drunner, Coupry et Marcel Jean. Il bat  Delaplace et Van Massenhove dans le Prix Paul Bor en 1928,. Il passe professionnel fin 1928 et  court des américaines avec Marcel Jean,.
En 1929, il court des américaines avec Roger Peix, ils triomphent des champions belges à Bruxelles,. Il devient un très bon spécialiste de l’omnium. Il court des américaines, et forme avec Michel Pecqueux, l’équipe des « damiers noir et blanc ». En 1930, il prend le départ des six jours de Paris associé à Pecqueux et termine neuvième.
En septembre 1931, il bat le record de l'heure derrière tandem en parcourant 50,750 km à Buffalo et en juillet 1932, le record de France des 20 km sans entraineur au Parc des Princes en 28 min 8 s 2/5.
Il arrête la compétition fin 1932. En 1933, il fait partie du conseil d'administration de la Pédale Charentonnaise.

## Palmarès
- 1924
  - 4e poursuite par équipe sur piste aux JO
- 1926
  - 2e du Critérium des Comingmen
- 1928
  - Poursuite du Grand Prix de Paris avec l'équipe du VCL[note 3]
  - Prix Dausset (25 km derrière tandem)[24]
- 1929
  - 3e Six Jours de Saint-Étienne avec Onésime Boucheron[25]
  - Grand Prix d'Ouverture du Vél' d'Hiv[26]
- 1930
  - Prix René Chassot (omnium par équipe, associé à Michel Pecqueux[27])
- 1931
  - Prix du Salon (avec Michel Pecqueux)

## Vie privée
Il se marie avec Jacqueline De Jonghe le 23 juillet 1930.